# 费韦德站
费韦德站（法語：Veeweyde）是布鲁塞尔地铁5号线的车站，位于比利时布鲁塞尔首都大区安德莱赫特。

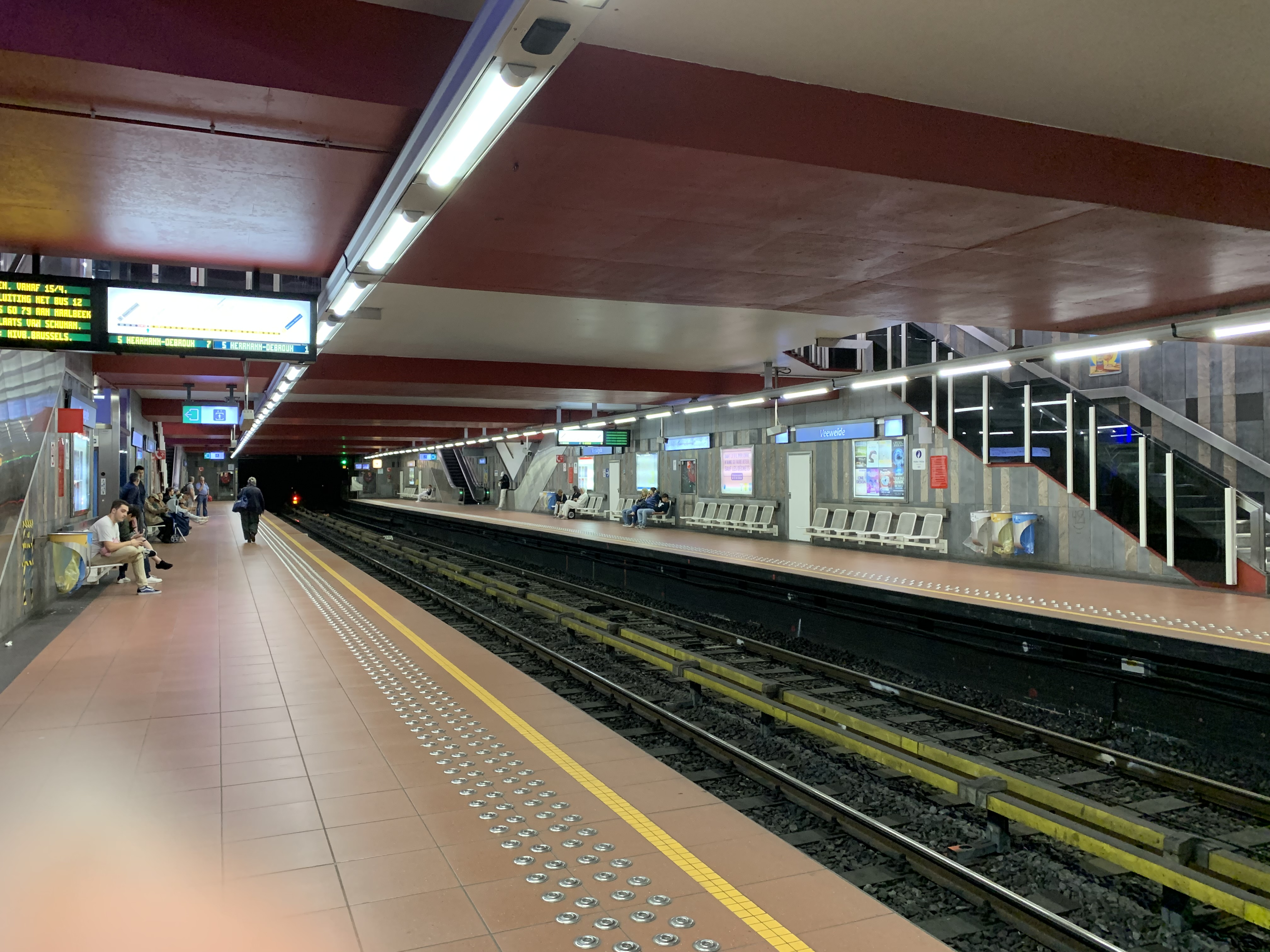
月台 (2024年8月)

## 名称
该站位于安德莱赫特市费韦德街区，因而得名。